# Peter Rauhofer

DJ Peter Rauhofer beim Hell & Heaven in Sauípe, Brasilien (2010)

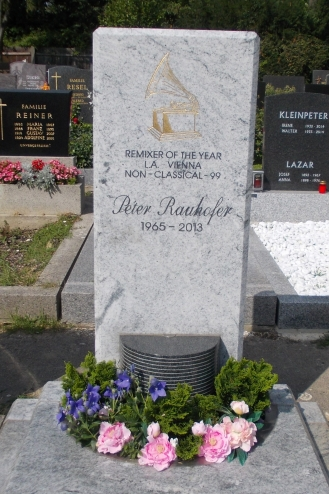
Grabstätte von Peter Rauhofer

Peter Rauhofer (* 29. April 1965 in Wien; † 7. Mai 2013 in New York City) war ein österreichischer DJ und Musiker. 
Rauhofer veröffentlichte mehrere Studio-Alben und wurde vor allem durch seine Remixe für Künstler wie Madonna, Depeche Mode, Christina Aguilera, Seal, Funky Green Dogs, Britney Spears, Pet Shop Boys oder Kylie Minogue bekannt.

## Biografie
Rauhofer begann seine Karriere beim Artists and Repertoire Management von GIG Records. Seine größten Erfolge erzielte er unter dem Namen „Club 69“ gemeinsam mit Georg O. Luksch, anfangs arbeitete Eric Kupper mit. Sein Stil änderte sich vom Tribal House zu einer mehr progressiveren Richtung. In den späten 1990er Jahren wurde er vor allem durch seine Remixes internationaler Künstler bekannt. Er produzierte den Großteil der Remixes in Wien im Studio mit Georg O. Luksch. Rauhofer veröffentlichte auch unter Namen wie „House Heroes“, „Danube Dance“ und „Sizequeen“. Gemeinsam mit Victor Calderone arbeitete er als „The Collaboration“ zusammen.
2000 erhielt er mit Club 69 als „Remixer of the Year“ (Non-Classical für Madonna "Nothing really matters", Cher "Believe", Whitney Houston "It´s not right but its ok", Everything but the Girl "Five Fathoms", Donna Summer "I will go with you") einen Grammy. 2001 wurde er mit Club 69 als "Remixer of the Year" für seine Arbeit an Whitney Houston "Greatest Love of All", Toni Braxton "He Wasn't Man Enough", Pet Shop Boys "I Don't Know What You Want", Jessica Simpson "I Think I'm in Love", Filter "Take a Picture" für einen Grammy nominiert und auch 2003 mit Club 69 für Christina Aguileras "Beautiful" für einen Grammy nominiert.
Im April 2013 wurde bei Rauhofer ein Hirntumor diagnostiziert. Anfang Mai 2013 starb er in seiner Wahlheimat New York City im Alter von 48 Jahren. Er wurde auf dem Friedhof Oberlaa (Gruppe 14, Reihe 2, Nummer 55) beigesetzt.

## Diskografie

### Alben
- 1996: Adults Only
- 1997: Style
- 1997: Pimps, Pumps And Pushers (von Size Queen)
- 1999: Re-Styled

### Singles
| Jahr | Titel Album                          | Höchstplatzierung, Gesamtwochen, AuszeichnungChartplatzierungen (Jahr, Titel, Album, Platzierungen, Wochen, Auszeichnungen, Anmerkungen) | Höchstplatzierung, Gesamtwochen, AuszeichnungChartplatzierungen (Jahr, Titel, Album, Platzierungen, Wochen, Auszeichnungen, Anmerkungen) | Höchstplatzierung, Gesamtwochen, AuszeichnungChartplatzierungen (Jahr, Titel, Album, Platzierungen, Wochen, Auszeichnungen, Anmerkungen) | Höchstplatzierung, Gesamtwochen, AuszeichnungChartplatzierungen (Jahr, Titel, Album, Platzierungen, Wochen, Auszeichnungen, Anmerkungen) | Höchstplatzierung, Gesamtwochen, AuszeichnungChartplatzierungen (Jahr, Titel, Album, Platzierungen, Wochen, Auszeichnungen, Anmerkungen) | Anmerkungen                                              |
| Jahr | Titel Album                          | DE | AT | CH | UK | US | Anmerkungen                                              |
| ---- | ------------------------------------ | --- | --- | --- | --- | --- | -------------------------------------------------------- |
| 1992 | Let Me Be Your Underwear Adults Only | — | AT25 (5 Wo.)AT | — | UK33 (5 Wo.)UK | — | Erstveröffentlichung: November 1992                      |
| 1998 | Much Better Style                    | — | — | — | UK80 (1 Wo.)UK | US95 (3 Wo.)US | Erstveröffentlichung: Januar 1998 feat. Suzanne Palmer   |
| 1998 | Alright Re-Styled                    | — | — | — | UK70 (2 Wo.)UK | — | Erstveröffentlichung: November 1998 feat. Suzanne Palmer |

Weitere Singles
- 1992: Unique (als Danube Dance feat. Kim Cooper)
- 1993: Take A Ride